# Télévision en Australie

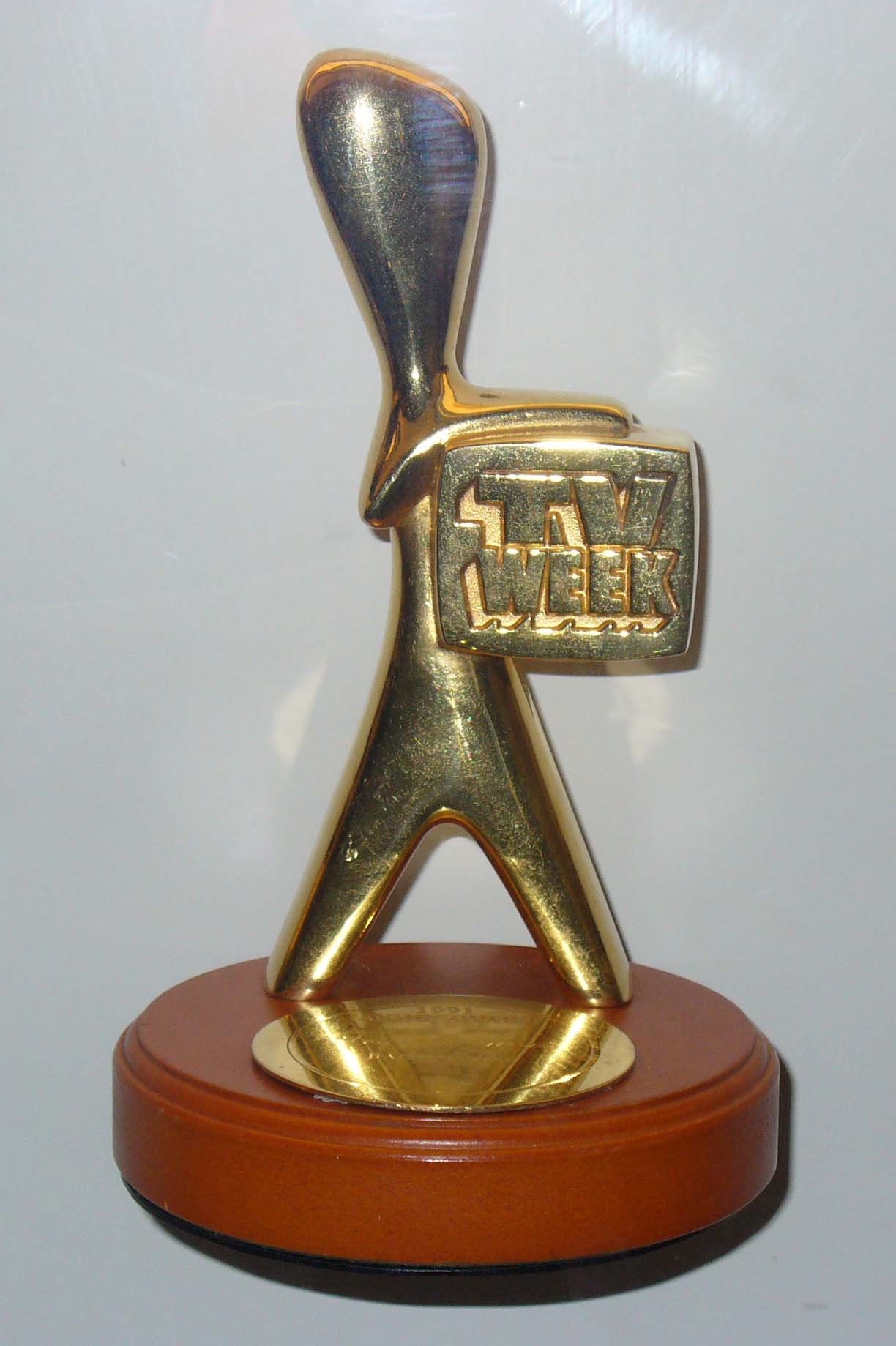
Un Logie Award

La télévision professionnelle en Australie a été lancée le 16 septembre 1956. Beaucoup de shows et stars australiens ont eu du succès : on peut citer Skippy le kangourou, Les Voisins, Summer Bay, Steve Irwin, Dame Edna Everage, et The Wiggles.

## Histoire
Les émissions expérimentales de télévision ont commencé en Australie dans les années 1930. La télévision professionnelle a été lancée le 16 septembre 1956 à Sydney, présentée par Bruce Gyngell avec les mots : « Bonsoir et bienvenue à la télévision ». La télévision en couleur est arrivée en 1975. L’Australie a deux diffuseurs publics : Australian Broadcasting Corporation (ABC) et Special Broadcasting Service (SBS) ; elle a trois chaînes nationales de télévision privées : Nine Network, Seven Network et Network Ten (et plusieurs stations de télévision régionales comme Prime Television et WIN Television. Foxtel, Austar et Optus Television sont les plus grands fournisseurs de télévision câblée. Fox 8 et Sky News Australia sont des chaines populaires de cable TV.
Les Logie Awards constituent la principale récompense télévisuelle nationale en Australie depuis 1959.

## Les diffuseurs publics
Le diffuseur public ABC possède une chaîne de télévision nationale ; une chaîne avec les émissions pour les enfants et les émissions de la cinémathèque ; et en plus l'Australia Network (autrefois ABC Asia Pacific) : une chaîne via la TPS pour l'Asie et le Moyen-Orient. La Special Broadcasting Service (SBS) a un objectif multiculturel, fournissant des services radiophoniques et télévisuels multilingues et multiculturels pour informer et divertir tous les Australiens. Elle est considérée comme moins intellectuelle qu'ABC mais envoie sur les ondes des programmes plus controversés tels que South Park, Queer as Folk, et Oz qui ne seraient autrement pas diffusés en Australie. Les sports tels que le football et le cyclisme y sont couverts bien qu'un peu moins.
Durant les années 1990 et 2000, les deux plus importants réseaux nationaux publics, ABC et SBS, ont vu le cours de leurs actions en bourse augmenter, bien qu'en 2005 ils représentassent respectivement 15,7 % et 6,1 % des estimations nationales.

## TV ShowsetTV Stars

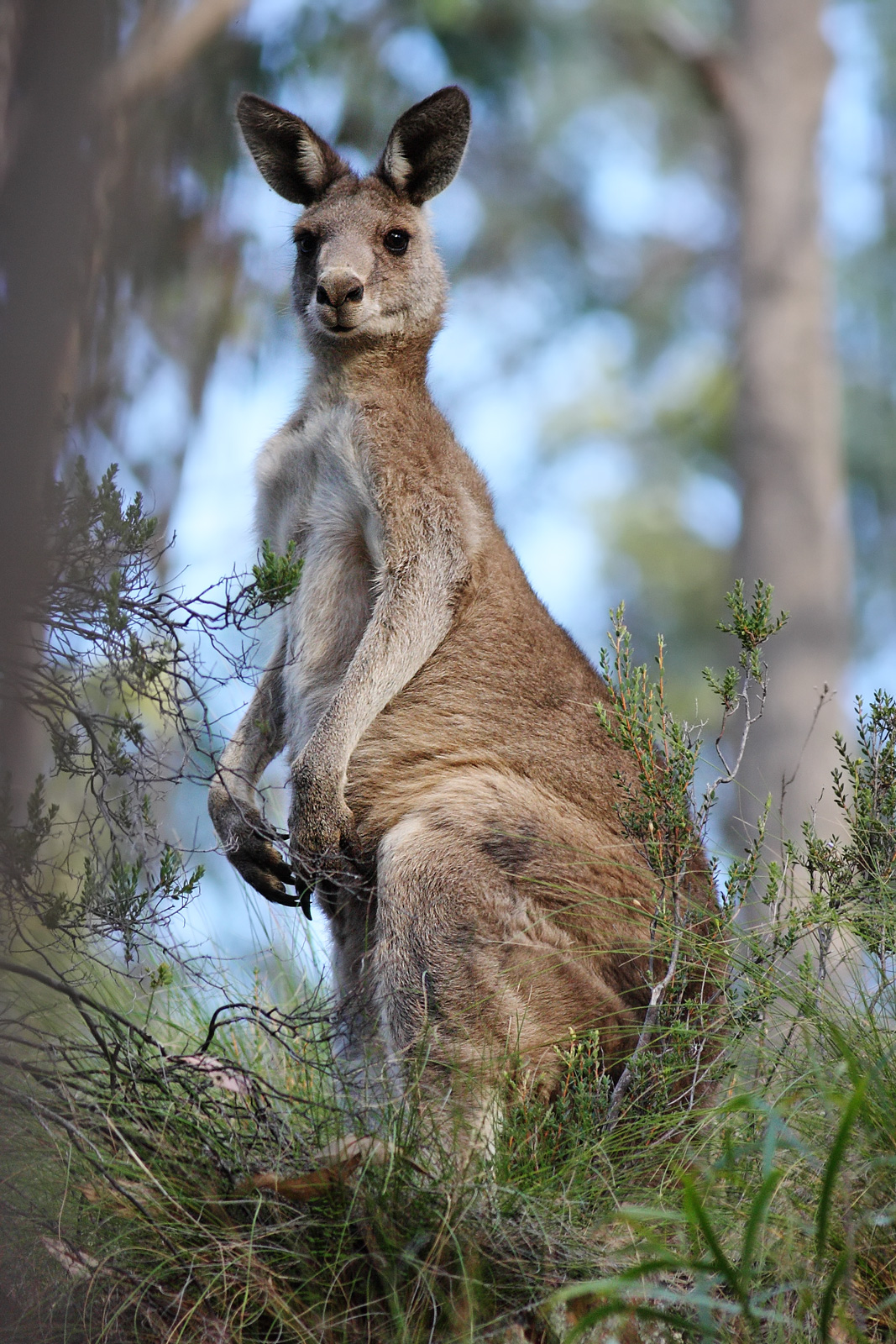
Skippy le kangourou était une série populaire des années 1960

Beaucoup de shows australiens ont eu du succès, tels que Homicide et Division 4 à la fin des années 1960 et au début des années 1970, Skippy le kangourou à la fin des années 1960, Number 96 et The Box durant les années 1970, Prisoner durant les années 1980, Neighbours et Summer Bay pendant les années 1980 et 1990, et, le plus connu de tous, À cœur ouvert (1980-1993). Certains de ces shows ont été exportés, comme The Crocodile Hunter, The Crocodile Hunter Diaries de Steve Irwin, et New Breed Vets dans lequel Irwin amplifie le stéréotype de l'homme sans peur auquel l'Australie a longtemps été associée, et qui a été diffusé régulièrement depuis les années 1990 dans plus de 120 pays. Quelques autres exportations australiennes célèbres incluent : Dame Edna Everage, Clive James, Geoffrey Robertson et The Wiggles.
Parmi les étoiles les plus populaires étaient : Graham Kennedy, Bert Newton et Don Lane, dans les variété-shows. Plus récemment, le format comique de talkshow est demeuré populaire, accueilli par des étoiles comme Andrew Denton et Rove McManus. Les feuilletons ont également été toujours populaires.
ABC a fait une impressionnante contribution avec les drames télévisés avec des séries populaires comme Brides of Christ et en comédie, avec durant les années 1970 Aunty Jack et The Norman Gunston Show et plus récemment Kath & Kim etThe Chaser’s War On Everything. Les critiques se plaignent que les enfants australiens regardent des émissions télévisées importées en grande partie des États-Unis, cependant, le Australian Content Standard exige de tous les réseaux commerciaux privés d'émettre un contenu télévisuel australien de 55 % au minimum par an (entre 6 heures du soir et minuit).